# Buzz Osborne
Buzz Osborne (* 25. března 1964), narozený jako Roger Osborne a známý také jako King Buzzo, je americký kytarista, zpěvák a skladatel, zakladatel a tvůrčí osobnost skupiny Melvins.
Skupina Melvins vznikla roku 1983 a z počátku hrála převzaté skladby The Who a Jimiho Hendrixe, ale později začala hrát vlastní skladby. Prostřednictvím Buzze se seznámil Kurt Cobain s Kristem Novoselicem a společně objevili punk, díky čemuž později založili kapelu Nirvana.